# Суперагуї (національний парк)
Національний парк Суперагуї (порт. Parque Nacional de Superagüi) — національний парк на узбережжі штату Парана, Бразилія.

## Місцезнаходження
Парк створений у 1998 році. Має загальну площу 340 км2, і включає острів Суперагуї, острів Пекас, острови Пінейру та Пінейріньо, а також долину Ріо-дус-Патос і канал Варадуро, який відокремлює острів від материка.
Національний парк Суперагуї був оголошений ЮНЕСКО біосферним заповідником у 1991 році. У 1999 році парк був оголошений об'єктом Всесвітньої спадщини. У парку є бухти, безлюдні пляжі, піщані мілини, лимани, мангрові зарості та численні атлантичні лісові утворення. Парк є основним місцем існування левового тамарина Superagui, що перебуває під загрозою зникнення, і містить багато інших тварин і рослин, характерних для субрегіону Серра-ду-Мар Атлантичного лісу.

## Історія
Докази свідчать про те, що ця територія була зайнята рибалками з давніх часів. До прибуття європейців її населяли індіанці каріхо і тупінікуїн. Португальці оселилися в цьому районі з 1500 р., не будуючи міст.
У 1852 році швейцарський консул у Ріо-де-Жанейро Перрет Джентіль заснував Супеаргуї, одну з перших європейських колоній у штаті Парана, однак колонія не розросталася, і сьогодні кілька сіл, які знаходяться в межах парку, мають лише кілька жителів, рибалок, спадкоємців 15 сімей, привезених консулом, щоб жити на острові Суперагуї.